# Беслерия киноварная
Бесле́рия кинова́рная (лат. Besleria miniata) — вид цветковых растений рода Беслерия (Besleria) семейства Геснериевые (Gesneriaceae). Эндемик Эквадора. Обитает в тропических и субтропических влажных низинных лесах.